# Seseli afghanicum
Seseli afghanicum är en flockblommig växtart som först beskrevs av Dieter Podlech, och fick sitt nu gällande namn av Pimenov. Seseli afghanicum ingår i släktet säfferötter, och familjen flockblommiga växter. Inga underarter finns listade i Catalogue of Life.